# 基德号驱逐舰 (DDG-100)
基德号驱逐舰（USS Kidd DDG-100）是一艘隸屬於美国海军的飛彈驅逐艦，為阿利·伯克级的50號艦，也是美國海軍第三艘以海军少将伊萨克·C·基德（Isaac C. Kidd）命名的軍艦。
基德号驱逐舰于2004年4月29日在密西西比州帕斯卡古拉的英戈尔斯造船厂安放龙骨，2005年1月22日下水，2007年6月9日服役。
2005年，基德号在造船坞中遭飓风卡特里娜袭击受损，因维修而推迟了服役的时间。